# Extra Extra (musikalbum)
Extra Extra är det tredje musikalbumet av Tages, släppt 1966 på skivbolaget Platina. Producent: Anders Henriksson och Tages. Tekniker Björn Almstedt.

## Medverkande
Tommy Tausis:

Göran Lagerberg:

Tommy Blom:

Anders Töpel:

Danne Larsson:

## Låtlista
Sida 1:
1. Mohair Sam (Dallas Frazier)
2. Secret room (Tommy Blom)
3. Gone too far (Göran Lagerberg)
4. Get up an' get goin' (F. Thakon - F. Akon)
5. Mustang Sally (Bonny Ryce)
6. Howlin' for my baby (Willie Dixon)

Sida 2:
1. Friday on My Mind (George Young - Harry Vanda)
2. True fine woman (Göran Lagerberg)
3. Ride your pony (Naomi Neville)
4. One red, one yellow, one blue (Tommy Blom - Anders Töpel)
5. Understanding (Marriot - Lane)
6. Extra (Danne Larsson - Anders Henriksson)